# Pervaja vstreča, poslednjaja vstreča
Pervaja vstreča, poslednjaja vstreča (Первая встреча, последняя встреча) è un film del 1987 diretto da Vitalij Vjačeslavovič Mel'nikov.

## Trama
Il film parla di uno studente di giurisprudenza, Pete, che sta indagando sull'omicidio di un inventore e giunge alla conclusione che la colpa è del tedesco Scholz, nonché che non è impegnato nei suoi affari.